# Liaoning Sheng Zuqiu Dui 1980
Questa voce raccoglie le informazioni riguardanti il Liaoning Football Club nelle competizioni ufficiali della stagione 1980.

## Organigramma societario
Area tecnica
- Allenatore: Wang Wen
- Allenatori in seconda: Wang Dezhong e Na Xijun

## Rosa
| N. |                 | Ruolo | Calciatore      |
| -- | --------------- | ----- | --------------- |
| 1  | Cina (bandiera) | P     | Chu Lichuan     |
| 2  | Cina (bandiera) | D     | Gu Xinyuan      |
| 3  | Cina (bandiera) | D     | Chi Yuexu       |
| 4  | Cina (bandiera) | D     | Lu Zhongyun     |
| 5  | Cina (bandiera) | D     | Cai Yuanqi      |
| 6  | Cina (bandiera) | D     | Zhang Guangying |
| 7  | Cina (bandiera) | A     | Cai Livin       |
| 9  | Cina (bandiera) | A     | Gai Zhengchen   |
| 10 | Cina (bandiera) | C     | Zheng Kaishen   |
| 11 | Cina (bandiera) | C     | Li Shubin       |

| N. |                 | Ruolo | Calciatore    |
| -- | --------------- | ----- | ------------- |
| 14 | Cina (bandiera) | C     | Liu Hechun    |
| 15 | Cina (bandiera) | D     | Xue Fangzhi   |
| 16 | Cina (bandiera) | A     | Guang Zhubin  |
| 17 | Cina (bandiera) | A     | Fang Guangmin |
| 18 | Cina (bandiera) | A     | Cao Yufu      |
| 19 | Cina (bandiera) | D     | Zhang Zengqun |
| 20 | Cina (bandiera) | D     | Zhong Rong    |
| 21 | Cina (bandiera) | P     | Yang Xianmin  |
|    | Cina (bandiera) | C     | Chi Shangbin  |

## Statistiche

### Statistiche di squadra
| Competizione    | Punti | Totale | Totale | Totale | Totale | Totale | Totale | D.R. |
| Competizione    | Punti | G      | V      | N      | P      | Gf     | Gs     | D.R. |
| --------------- | ----- | ------ | ------ | ------ | ------ | ------ | ------ | ---- |
| Prima Divisione | 38    | 30     | 13     | 12     | 5      | 35     | 23     |      |